# Международный аэропорт имени Освальду Виейры

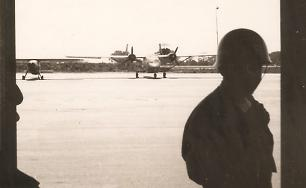
Самолёты ВВС Португалии в аэропорту, 1968 год

Международный аэропорт имени Освальду Виейры (порт. Aeroporto Internacional Osvaldo Vieira, (ИАТА: OXB, ИКАО: GGOV)), также известный как Аэропорт Бисау-Биссаланка — международный аэропорт, обслуживающий город Бисау, столицу Республики Гвинея-Бисау. Единственный международный аэропорт в стране. Расположен в районе Биссаланка, в городском секторе Сафим.

## Название
Аэропорт носит имя Освальду Виейры, одного из главных борцов за независимость страны от Португалии, командира ПАИГК и ФАРК.

## История
До 1955 года город Бисау обслуживался главным образом ныне заброшенным аэропортом города Болама, где до 1941 года размещался центр португальской колониальной администрации в Гвинее. Прилетавшие в аэропорт Болама путешественники садились на паром, чтобы добраться до Бисау. В мае 1955 года в Бисау был официально открыт городской аэропорт, названный именем тогдашнего португальского президента Франсишку Кравейру Лопиша. На церемонии открытия присутствовал сам политик.
Во время войны за независимость Гвинеи-Бисау аэропорт был преобразован в базовый аэродром № 2 (AB2), а в период с 1965 по 1974 годы — в авиабазу № 12 (BA12) ВВС Португалии. 7 июня 1998 года аэропорт был временно закрыт из-за интенсивных боевых действий в Бисау и окрестностях города.
Повторное открытие аэропорта прошло в июле 1999 года. Первым самолетом, приземлившимся в аэропорту, стало судно авиакомпании TAP Portugal, на борту которого находился премьер-министр Франсишку Фадул, а также множество других высокопоставленных чиновников Португалии и Гвинеи-Бисау.
10 декабря 2013 года TAP Portugal объявила о решении приостановить полеты в аэропорт после того, как местная полиция пригрозила экипажу рейса TP202, направлявшегося в Лиссабон, и вынудила его посадить на борт группу из 74 сирийских беженцев, прибывших в Бисау через Марокко и Турцию и имевших при себе поддельные турецкие паспорта. После этого аэропорт оставался без рейсов в Лиссабон до конца октября 2014 года, когда EuroAtlantic Airways объявила о начале полёта еженедельного рейса между Бисау и Лиссабоном. В августе 2016 года TAP объявила о том, что возобновит полеты в Бисау к концу года.

## Инфраструктура
Аэропорт имеет одну взлетно-посадочную полосу длиной 3200 метров с курсом 03/21. Её высота составляет 39 м над уровнем моря. Она является одной из трех асфальтированных взлётно-посадочных полос в Гвинее-Бисау.